# Parallissi
La parallissi secondo la teoria della letteratura è un restringimento ingiustificato e improvviso della dominante prospettica di un racconto. Il narratore, all'interno di un racconto, può decidere a sua completa discrezione quali informazioni passare ai lettori e quali non passare (ad esempio, vengono narrati i pensieri di alcuni personaggi mentre ciò non avviene per altri, viene narrato quello che accade in un certo luogo mentre non viene narrato quello che accade in altri...). Quando però il narratore toglie l'accesso ad un'informazione (ad esempio ai pensieri di un personaggio) che in precedenza aveva deciso di fornire, si crea una trasgressione, ovvero una parallissi.

## La dominante prospettica
Per individuare questo tipo di trasgressione è fondamentale individuare la dominante prospettica scelta dall'autore. 
La dominante è composta da focalizzazione e prospettiva. 
La focalizzazione può essere: 
- Interna, quando conosciamo i pensieri di uno (fissa) o più personaggi (0)
- Esterna, quando non vi è accesso alla dimensione interiore di nessun personaggio del racconto.

La prospettiva può essere: 
- Variabile, quando ci viene narrato ciò che accade in più luoghi (L>1) e a più persone (P>1)
- Costante, quando L e/o P  sono uguali a 1

## Individuare una parallissi
Una volta individuata la dominante (ciò è possibile solo alla fine di un racconto), ci si può accorgere facilmente quando siamo in presenza di una trasgressione parallittica, ovvero quando all'improvviso e senza alcuna giustificazione, la focalizzazione o la prospettiva subiscono una restrizione.